# SMS Monarch
SMS Monarch var ett pansarskepp som tillhörde den österrikisk-ungerska marinen. Hon var det första fartyget i Monarch-klass som hon utgjorde tillsammans med systerfartygen SMS Wien och SMS Budapest. Hon sjösattes den 9 maj 1895 och levererades till flottan den 11 maj 1898. Under första världskriget deltog hon i bombardemanget av den italienska flottbasen Cattaro. Som en del av Österrikes krigsskadestånd till Storbritannien övertogs fartyget av britterna i januari 1920 och skrotades i Italien följande år.